# Musée de la restauration de Meiji

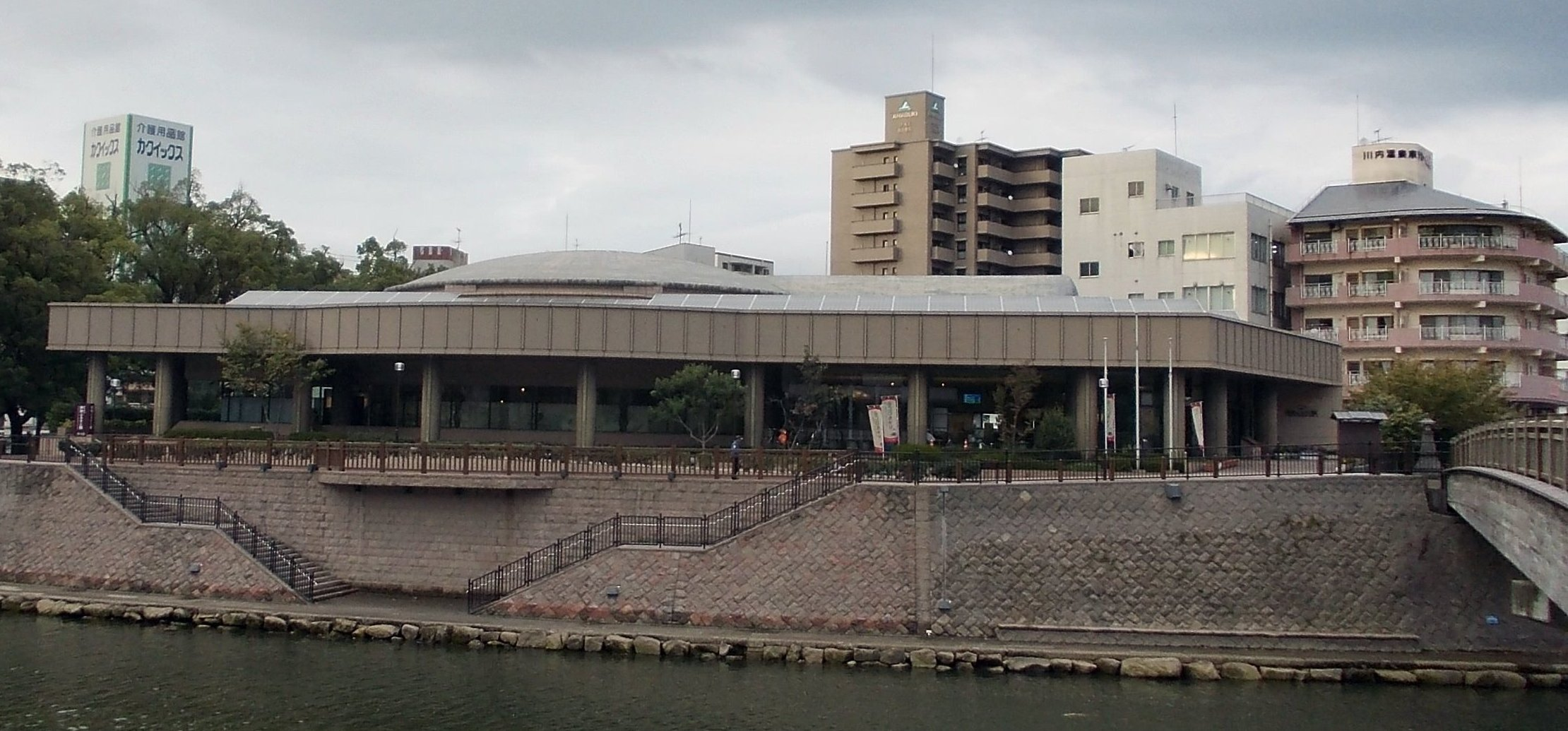
Musée de la restauration de Meiji

Le musée de la restauration de Meiji (維新ふるさと館, Ishin-furusato-kan) est un musée d'histoire situé à Kagoshima au Japon. Situé près de la rivière Kōtsuki, c'est un endroit où les visiteurs peuvent en apprendre davantage sur la restauration de Meiji. Dans la salle du sous-sol, le son, la lumière, et les robots sont utilisés pour présenter une expérience en trois dimensions de cette période de la fin du XIXe siècle japonais. Au premier étage, des expositions décrivent les gens, les choses et les événements survenus dans la province de Satsuma.

## Source
- (en) Cet article est partiellement ou en totalité issu de l’article de Wikipédia en anglais intitulé « Museum of the Meiji Restoration » (voir la liste des auteurs).